# Ficalbia jacksoni
Ficalbia jacksoni är en tvåvingeart som beskrevs av Mattingly 1949. Ficalbia jacksoni ingår i släktet Ficalbia och familjen stickmyggor.
Artens utbredningsområde är Hongkong (Kina). Inga underarter finns listade i Catalogue of Life.